# Semiothisa graphata
Semiothisa graphata är en fjärilsart som beskrevs av Hedemann 1881. Semiothisa graphata ingår i släktet Semiothisa och familjen mätare. Inga underarter finns listade i Catalogue of Life.